# Les plus grands succès de Céline Dion
Les plus grands succès de Celine Dion — франкоязычный сборник лучших хитов канадской певицы Селин Дион, вышедший в Квебеке, Канада, в 1984 году. Это её восьмой франкоязычный альбом и первый сборник лучших хитов.

## Информация об альбоме
Релиз «Les plus grands succès de Celine Dion» состоялся в детской больнице Sainte-Justine в Монреале. Часть вырученных средств от продаж отправилась Ассоциации кистозного фиброза Квебека. Для того, чтобы сделать альбом более доступным для покупателей, он продавался в супермаркетах сети Steinberg’s.
Сборник содержит все ранние синглы Селин Дион, за исключением «L’amour viendra». В альбом не было включено новых треков. Также не было включено песен из альбома «Mélanie».
Диск разошёлся тиражом 50 000 экземпляров.

## Список композиций
| №   | Название                          | Автор(ы)                             | Продюсер(ы)              | Длительность |
| --- | --------------------------------- | ------------------------------------ | ------------------------ | ------------ |
| 1.  | «Ce n'était qu'un rêve»           | Тереза Дион Селин Дион Жак Дион      | Рене Анжелил Даниэль Этю | 3:52         |
| 2.  | «La voix du bon Dieu»             | Эдди Марне                           | Марне Анжелил            | 3:22         |
| 3.  | «Tellement j’ai d’amour pour toi» | Марне Юбер Жиро                      | Марне Руди Паскаль       | 3:01         |
| 4.  | «D’amour ou d’amitié»             | Марне Жан-Пьер Ланж Роланд Винсент   | Марне Паскаль            | 4:05         |
| 5.  | «Glory Alleluia»                  | Андре Паскаль                        | Анжелил                  | 3:38         |
| 6.  | «Mon ami m'a quittée»             | Марне Кристиан Луажеро Тьерри Жофруа | Марне Паскаль            | 3:05         |
| 7.  | «Ne me plaignez pas»              | Марне Стив Томпсон                   | Анжелил                  | 3:05         |
| 8.  | «Un enfant»                       | Жак Брель Жерар Жуаннес              | Анжелил                  | 3:01         |
| 9.  | «Vivre et donner»                 | Марне Бен Кей                        | Анжелил                  | 2:34         |
| 10. | «Les chemins de ma maison»        | Марне Ален Бернар Патрик Леметр      | Марне Паскаль            | 4:16         |

## Хронология релиза альбома
| Регион | Дата выпуска     | Лейбл | Формат   | Каталог    |
| ------ | ---------------- | ----- | -------- | ---------- |
| Канада | 17 сентября 1984 | TBS   | LP       | TBS XX001  |
| Канада | 17 сентября 1984 | TBS   | Cassette | TBS 4XX001 |